# Палата представителей Ливии
Палата представителей Ливии (араб. مجلس النواب‎, Majlis al-Nuwaab) — высший орган законодательной власти Государства Ливия, избранный 25 июня 2014 года, и 4 августа сменивший Всеобщий национальный конгресс. Действующий президент Палаты представителей — Агила Салах Исса, его заместители — Имхемед Шаиб и Ахмед Хума.

## Заседания
Из-за обострения обстановки первое заседание было проведено 4 августа 2014 года в гостинице Тобрука. По этому поводу, в заявлении Европейского Союза было сказано, что «мы приветствуем сегодняшнее первое заседание Палаты представителей в Ливии. Это крайне правильный шаг для возвращения Ливии на путь демократического перехода, а также для содействия восстановлению закона и порядка в стране».
12 августа члены Палаты представителей проголосовали за избрание президента Ливии путём прямых выборов, дата которых не была названа, приняли решение о немедленной ликвидации всех действующих нерегулярных вооружённых формирований бывших повстанцев и отстранить от занимаемой должности муфтия Ливии Садека аль-Гарьяни.
13 августа 111 депутатов Палаты из 124 присутствующих на заседании, проголосовали за незамедлительное введение в страну международного контингента с целью защиты гражданского населения. Однако, по имеющимся данным, ни ООН, ни какое-либо государство не намерено вводить войска на территорию Ливии.
24 августа депутаты проголосовали за отстранение от должности начальника Генштаба ВС Ливии генерала Абдель Саляма Джадаллу за связи с исламистами, назначив на его пост генерала Абделя Раззака аль-Назури. Также, после захвата главного аэропорта страны, депутаты объявили исламистские группировки «Рассвет Ливии», «Защитники ислама», «Совет шуры повстанцев Бенгази» и «Ансар аш-Шариа» террористическими организациями, поручив армии «в кратчайшие сроки ликвидировать террористическую угрозу в лице данных организаций».
6 ноября Верховный суд Ливии в Триполи, рассмотрев заявления 12 лояльных исламистам депутатов, вынес решение о признании результатов последних выборов недействительными и о роспуске Палаты представителей. Однако, влиятельный депутат Палаты Абу-Бакр Баэйра отверг решение суда, назвал его «политизированным» и сказал, что оно проложит путь к разделу страны.
30 декабря на территории парковки гостиницы «Дар-эс-Салам» в Тобруке во время заседания Палаты представителей террорист-смертник взорвал заминированный автомобиль. В результате взрыва никто не погиб, кроме самого нападавшего, но было ранено 11 человек, в том числе 3 депутата. Ответственность за теракт никто на себя не взял.
25 февраля 2015 года президент Палаты представителей Агила Салах Исса выдвинул кандидатуру Халифы Хафтара на пост Верховного главнокомандующего Вооружёнными силами Ливии. Назначение было утверждено депутатами Палаты на заседании 2 марта. Правительство в Триполи расценило этот шаг как способствование дальнейшему обострению борьбы за власть, которое угрожает разорвать страну на части, назвав Хафтара «военным преступником». Присяга состоялась 3 марта, с присвоением Хафтару звания генерал-лейтенанта.
5 октября члены Палаты проголосовали за продление своих полномочий в условиях чрезвычайной ситуации до 20 октября. За данную меру высказались 129 депутатов из 131 присутствующего, при наличии кворума из-за парламентариев, приехавших из Египта. По оценкам журналистов, такой ход может помешать усилиям ООН по заключению договора о создании правительства национального единства в стране с двумя противоборствующими парламентами, крайним сроком для которого является 20 октября. Между тем, представитель Палаты Фарадж Хашем сообщил, что мандат продлён до передачи власти новому выборному органу в «мерах предосторожности в случае если политические переговоры окончатся ничем, оставив политический вакуум».

### 2019 год
2 мая 2019 года прошло первое в столице заседание Палаты представителей Ливии. Заседание проходило в неполном составе и под председательством депутата Садека Кхейли, старейшего члена парламента. Заседание прошло в условиях наступления на Триполи армии Халифы Хафтара, призвавшего освобождить столицу от террористов. Лояльные правительству в Триполи вооруженные формирования объявили о начале ответной операции "Вулкан гнева".
Депутаты будут придерживаться политических договоренностей и выборы планируется проводить согласно конституции. "Мы не провоцируем раскол. Если я не могу поехать в Тобрук или Бенгази, моя обязанность участвовать в собрании в любом месте", - сказал политик, отвечая на вопрос, не спровоцирует ли собрание в Триполи раскол в парламенте. Кхейли подчеркнул, что Триполи является столицей всех ливийцев и приглашены на собрание были все депутаты, а не только запада страны. Он не осуждает коллег, которые не присутствовали на собрании по соображениям безопасности или по их личным убеждениям в вопросе политического урегулирования. "Собрание сегодня состоялось с целью остановить военную кампанию и вернуть нападающие силы (на исходные позиции)".